# 裨聖会
裨聖会（ひせいかい）は、日本の囲碁の組織。1922年（大正11年）に雁金準一、高部道平、鈴木為次郎、瀬越憲作の4名の棋士によって設立され、1924年（大正13年）の日本棋院設立とともに解散した。当時の本因坊派と方円社の対立のさなかの設立によって、この時代は三派鼎立時代と呼ばれる。旧来の因習を捨てて、総互先制、コミ出し制などの近代的な制度を打ち出した。

## 設立の経緯
大正期の囲碁界は、本因坊秀哉を中心とした家元本因坊家と、広瀬平治郎を5代目社長とした囲碁結社方円社がそれぞれに棋士の組織として活動しており、明治40年代以降の新聞棋戦の興隆はあったものの、第一次世界大戦後の不況もあって経済的には苦しく、囲碁界の一致団結による碁界合同の気運がたかまっていた。その一方で、鈴木為次郎は秀哉に先の手合割にまで迫っていながら、名人となった秀哉が対局を忌避するなど、碁界の権威主義への不満も積っていた。
方円社は広瀬による丸ビル移転の計画を立てて、寄付金を集めていたが、広瀬の独断的な進め方に方円社理事の鈴木、瀬越の抗議もあって、移転をもって碁界合同を進める合意がされた。しかし寄付金は思うように集まらず、その中で広瀬は1922年11月に病に倒れる。この時、方円社理事だった雁金準一、岩佐銈、瀬越と鈴木、及び本因坊門下の高部道平各六段の5名で、新たな囲碁結社裨聖会設立を宣言、その後岩佐が不参加となったが、12月3日に芝の紅葉館で4名による発会式が行われた。裨聖会の命名は犬養木堂が「西京雑記」からとったもので、聖所に次ぐ場所を意味する。

## 運営と碁界合同まで
裨聖会は革新的な制度を打ち出した。
- 段位制を廃して、対局は総互先、ただしコミなし。
- 成績は点数制とする。勝ちは10点、ジゴは白7点、黒3点。最高点数の者を棋界の代表選手と認める。
- 対局時間は一人16時間の持ち時間制とする。[1]

囲碁界で封じ手制度をはじめたのも、裨聖会だといわれる。
また、棋譜は報知新聞に掲載された。
裨聖会に参加した4名は当時本因坊秀哉に次ぐ実力の棋士達であり、方円社、本因坊派は危機感を持ち、翌1923年1月に合同して中央棋院を設立する。しかし中央棋院は資金運営などで対立し、再び方円社と中央棋院の名を引き継ぐ本因坊派に分裂して、これに裨聖会を加えた三派鼎立の時代となる。
しかし水面下で三派による合同の動きは進められ、同年9月の関東大震災で各派も打撃を受けたことにより、1924年にこの三派に関西、中京の棋士も加えた日本棋院が設立され、裨聖会も解散となった。
裨聖会の対戦は計24局で、成績は以下。
- 雁金準一 8勝3敗1ジゴ 83点
- 瀬越憲作 6勝5敗1ジゴ  67点
- 鈴木為次郎 6勝6敗  60点
- 高部道平 3勝9敗  30点

これらの記録は、1924年3月刊行の『裨聖会棋譜』（報知新聞社）として刊行され、細川護立、犬養木堂の題辞が贈られている。他に方円社との交流対局もあった。